# Carlos da Cunha e Meneses
Carlos da Cunha e Meneses (Lisboa, Santa Engrácia, 9 de Abril de 1759 – Lisboa, 14 de Dezembro de 1825) foi o sexto Patriarca de Lisboa com o nome de D. Carlos I.

## Biografia
Era filho de D. Pedro José da Cunha de Mendonça e Meneses, 4.º Senhor de Valdigem de juro e herdade, e de sua mulher Joana Catarina de Melo. Serviu como presbítero da Patriarcal, antes de ser eleito Patriarca em 4 de Julho de 1818; Papa Pio VII elevou-o ao cardinalato em 1819. Foi consagrado em 19 de Dezembro de 1819, por D. José António Pinto de Mendonça Arrais, Bispo da Guarda, tendo como co-consagrantes D. João António Binet Pincio, bispo de Lamego e D. Francisco da Nossa Senhora da Luz Chacim, O.F.M. Disc., bispo de Macau.
Para além disso, foi ainda conselheiro de Estado e um dos membros da regência nomeada por D. João VI durante a sua permanência no Brasil, cargo em que se manteve investido até 15 de Setembro de 1820.
Clérigo conservador, enquanto viveu favoreceu os contra-revolucionários, tendo-se recusado a jurar solenemente (a par da rainha D. Carlota Joaquina) as bases da  Constituição de 1822, tendo, para além disso, apoiado o infante D. Miguel nas suas fracassadas intentonas da Vilafrancada (1823) e da Abrilada (1824).
Desde meados do século XX que o seu corpo se encontra sepultado no Panteão dos Patriarcas de Lisboa, sendo o túmulo mais antigo que se encontra naquela sala.